# Драга, смањио сам децу
Драга, смањио сам децу (енгл. Honey, I Shrunk the Kids) америчка је филмска комедија из 1989. године. Режију потписује Џо Џонстон, по сценарију Еда Наха и Тома Шулмана, док главну улогу тумачи Рик Моранис.
Остварио је неочекивани финансијски успех, зарадивши преко 222 милиона долара широм света, чиме је оборио рекорд и постао Дизнијев играни филм с највећом зарадом, који је држао пет година. Наставак, Драга, повећао сам дете, приказан је 1992. године.

## Радња
Електромагнетна машина за смањивање случајно смањује децу преокупираног проналазача на величину врха оловке. Не знајући шта заправо ради, он их баца у ђубре, а деца морају да пронађу пут до куће кроз њихово двориште које за њих постала права џунгла пуна опасности. Морају да се боре са инсектима, ваздушним нападима пчела, полуделим косилицама и још много тога.

## Улоге
| Глумац             | Улога                 |
| ------------------ | --------------------- |
| Рик Моранис        | Вејн Салински         |
| Мет Фруер          | Расел Томпсон Старији |
| Марша Страсман     | Дајана Салински       |
| Кристин Садерланд  | Мејн Томпсон          |
| Томас Вилсон Браун | Расел Томпсон Млађи   |
| Џаред Раштон       | Роналд Томпсон        |
| Ејми О’Нил         | Ејми Салински         |
| Роберт Оливери     | Ник Салински          |
| Карл Стивен        | Томи Первис           |
| Марк Л. Тејлор     | Доналд Форестер       |
| Кими Робертсон     | Глорија Форестер      |